# Zoltán Báthory
Zoltán Báthory (* 15. května 1978) je maďarský heavy metalový kytarista a řidič Monster trucků. Zoltan je zakladatelem hudební skupiny Five Finger Death Punch.

## Kariéra
Zoltan Bathory vstoupil do post-grungeové kapely U.P.O., kterou založil ex-kytarista skupiny Hollywood Rose (předchůdce Guns N Roses) Chris Weber. V roce 2004 v této skupině nahradil baskytaristu Bena Shirleyho. O rok později kapelu opustil, vrátil se ke kytaře a založil Five Finger Death Punch.